# Screener (Film)
Screener sind Filme, die Journalisten und Kritikern, Preis-Jurys oder anderen Personen aus der Filmindustrie (etwa Produzenten) zur Ansicht zur Verfügung gestellt werden. Ein Beispiel ist die jährliche Oscar-Verleihung, vor der Filme von den Hollywood-Studios als DVD (früher als VHS) an die Mitglieder der „Academy of Motion Picture Arts and Sciences“ verschickt werden.
Der Begriff bezeichnet in der Warez-Szene auch Schwarzkopien eines Filmes, die auf einem Screener basieren. Oft werden diese mit SCR oder DVDSCR gekennzeichnet.
Die Qualität wird oft dadurch reduziert, dass die Screener mit Schwarz-Weiß-Abschnitten und/oder eingeblendeten Hinweistexten der Publisher versehen werden. Oft enthält er auch noch nicht fertiggestellte Green/Bluescreen-Szenen.

## DVD-Screener
DVD-Screener sind Screenern ähnlich, ihre Basis ist allerdings eine für die Presse vorab veröffentlichte DVD. Ton- und Bildqualität sind wie bei einem normalen DVD-Rip. Es sind, anders als bei Screenern, keine Störsignale mehr enthalten.
Jedoch werden die Bildframes teilweise mit unsichtbaren, eindeutigen Wasserzeichen versehen, die eine Zuordnung zu einem Erst-Empfänger und damit die genaue Lokalisation der Schwachstelle in der Verteilung ermöglichen, falls eine illegale Kopie des Werkes in der Warez-Szene auftaucht.